# Geografia Liberii

Mapa Liberii

Liberia jest niewielkim państwem afrykańskim leżącym w Afryce Zachodniej nad Oceanem Atlantyckim. Liberia nigdy nie była posiadłością kolonialną, ponadto jest najstarszą republiką na afrykańskim kontynencie. Została założona przez wyzwolonych niewolników, pochodzących ze Stanów Zjednoczonych (osadnictwo od 1822 roku).

## Powierzchnia i granice
Powierzchnia – 111 369 km², porównywalna do jednej trzeciej powierzchni Polski.
Skrajne punkty – północny 8°50′N, południowy 4°22′N, wschodni 7°16′W, zachodni 11°32′W. Państwo ułożone w kierunkach północny zachód – południowy wschód, ma kształt zbliżony do prostokąta. Liberia jest długa na 500 km i szeroka na 180 km.
Liberia graniczy z następującymi krajami:
- Gwinea – 563 km
- Sierra Leone – 306 km
- Wybrzeże Kości Słoniowej – 716 km

Długość linii brzegowej – 579 km

## Budowa geologiczna i rzeźba

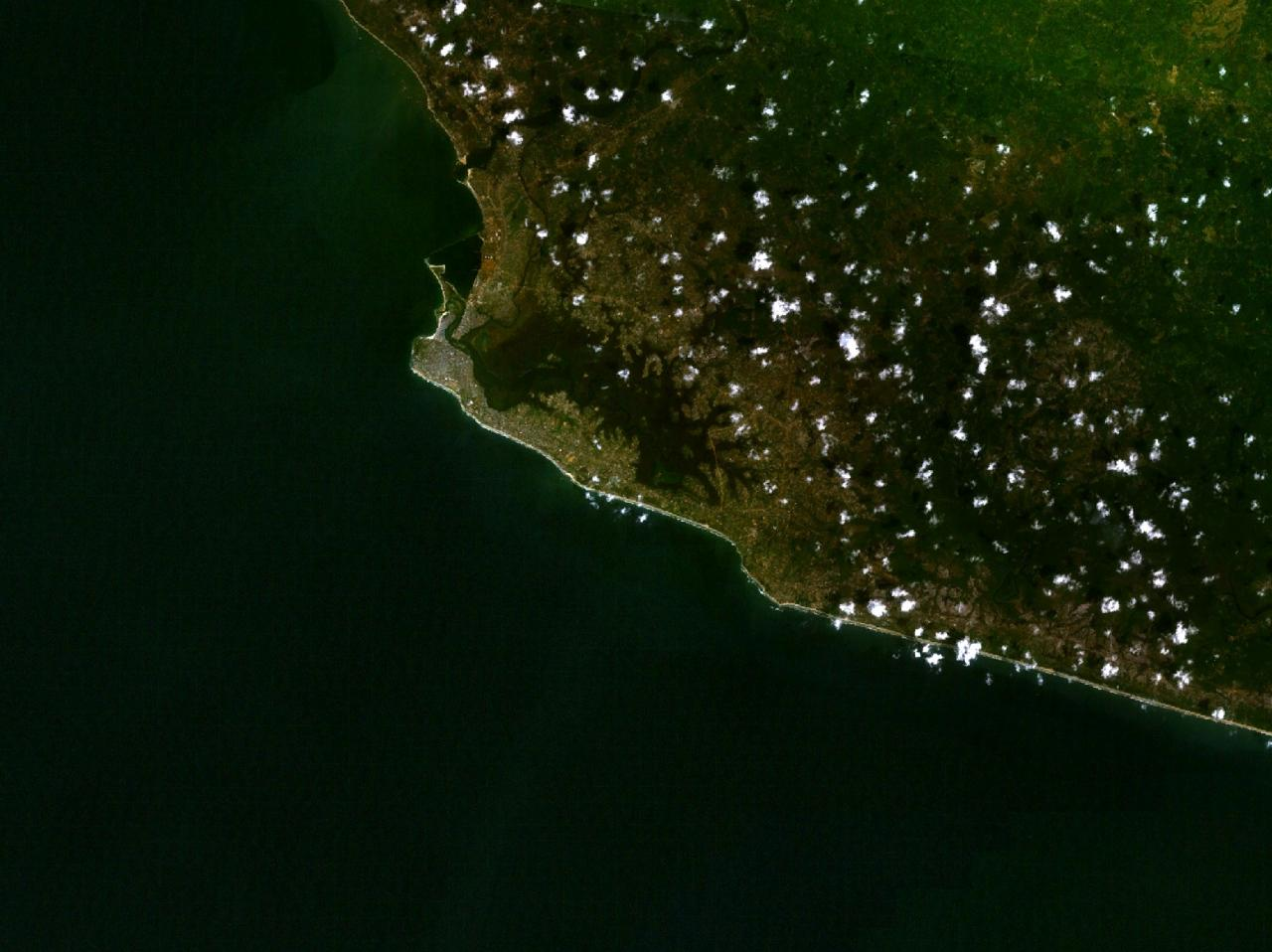
Liberia – zdjęcie satelitarne okolic Monrovii

Liberia zajmuje pas wybrzeża Afryki Zachodniej między ujściami rzek Mano i Cavally. Państwo to leży na krystalicznej tarczy pochodzenia prekambryjskiego, która jest zbudowana z granitów, gnejsów i łupków krystalicznych. Strefa wybrzeża zbudowana jest ze skał osadowych, na które składają się głównie piaskowce i iłowce. Skały te pochodzą z okresu kredowego.
Linia brzegowa kraju jest słabo urozmaicona. Występują głównie piaszczyste wydmy, miejscami rozcięte przez estuaria rzek i laguny. Kraj jest dosyć nisko położony, a co za tym idzie pozbawiony dużych masywów górskich. Obszar nadbrzeżny jest nizinny, jego szerokość waha się od 20 do 60 km. W głębi lądu teren się wznosi. Najpierw tworzą go łańcuchy wzgórz, oddzielone płytkimi dolinami, dalej w głąb lądu tereny przechodzą w płaskowyż, którego średnia wysokość wynosi 250 m n.p.m. Najwyżej położone obszary Liberii stanowią wyżyny w północno-zachodniej części kraju, zajmujące niewielką powierzchnię. Tereny te są bardzo słabo urozmaicone i w zasadzie tworzą przedłużenie płaskowyżu. Dalej na północy kraju na styku granic Gwinei i Wybrzeża Kości Słoniowej wznosi się niewielki masyw z najwyższym szczytem Nimba (1 752 m n.p.m.). Szczyt ten znajduje się na obszarze Gór Liberyjskich. Masyw ten zbudowany jest z granitów i gnejsów. Innym szczytem jest Voinjama, wznoszący się na wysokość 1385 m n.p.m. Leży on w północno-zachodniej części kraju w pobliżu granicy z Gwineą.

## Klimat
Większość kraju leży w strefie klimatu równikowego, jedynie obszary na północ od 7°N mają klimat o cechach podrównikowych. Generalnie obie te strefy są wilgotne lub bardzo wilgotne, jeśli weźmie się pod uwagę wybrzeże.
Opady w Liberii są wysokie, ich średnia wysokość dla całego kraju to około 2500 mm rocznie. Wybrzeże otrzymuje średnio 4000 mm rocznie, a zdarzają się lata z silnymi ulewami, kiedy wysokość opadów dochodzi do 5000 mm. Wpływ na tak duże opady mają wilgotne masy powietrza znad Oceanu Atlantyckiego, gdzie opady, temperatury i wilgotność kształtowane są przez ciepłe prądy morskie – Prąd Gwinejski i Równikowy Prąd Wsteczny. W głębi lądu zaznacza się wpływ suchych mas powietrza. Jednak nawet tam opady są wysokie i utrzymują się na poziomie 1800 mm, a maksymalnie do 2000 mm. Najintensywniejsze opady w północnej części kraju występują latem. Zimą zaznacza się trzymiesięczna pora sucha, z niewielkimi opadami deszczu.
Izotermy mają przebieg równikowy, temperatury wahają się 24 do 27 °C. W głębi lądu, na północy kraju występują większe wahania temperatur, od 23 do 30 °C. W okresie zimowym jest cieplej niż w letnim (powyżej 30 °C), dotyczy to jednak tylko obszarów leżących na północny, gdzie pojawia się wtedy suchy i gorący wiatr harmattan. Liberia ze względu na klimat jest krajem obfitującym w burze. Średnio na rok notuje się ponad 100 dni z wyładowaniami atmosferycznymi.

## Wody
Ze względu na bardzo wilgotny klimat sieć rzeczna jest bardzo gęsta. Obszar kraju odwadnia sześć głównych rzek, są to: Saint John, Cavally, Saint Paul, Cestos (Cess), Lofa (Loffa) i Mano. Wszystkie spływają z terenów wyżynnych i gór i uchodzą do Atlantyku. Rzeki te w swym górnym biegu posiadają liczne progi i wodospady. Są żeglowne jedynie na terenach nizinnych.
W kraju znajduje się też wiele jezior, zwłaszcza w rejonach nadbrzeżnych.

## Gleby
W kraju przeważają gleby ferralitowe barwy czerwonożółtej, które mają niewielką ilość składników mineralnych. Są przez to glebami mało żyznymi i ponadto ulegają procesom wymywania. Gleby te są obecne praktycznie w całym kraju, a na płaskowyżach występują z konkreacjami żelazistymi.

## Flora

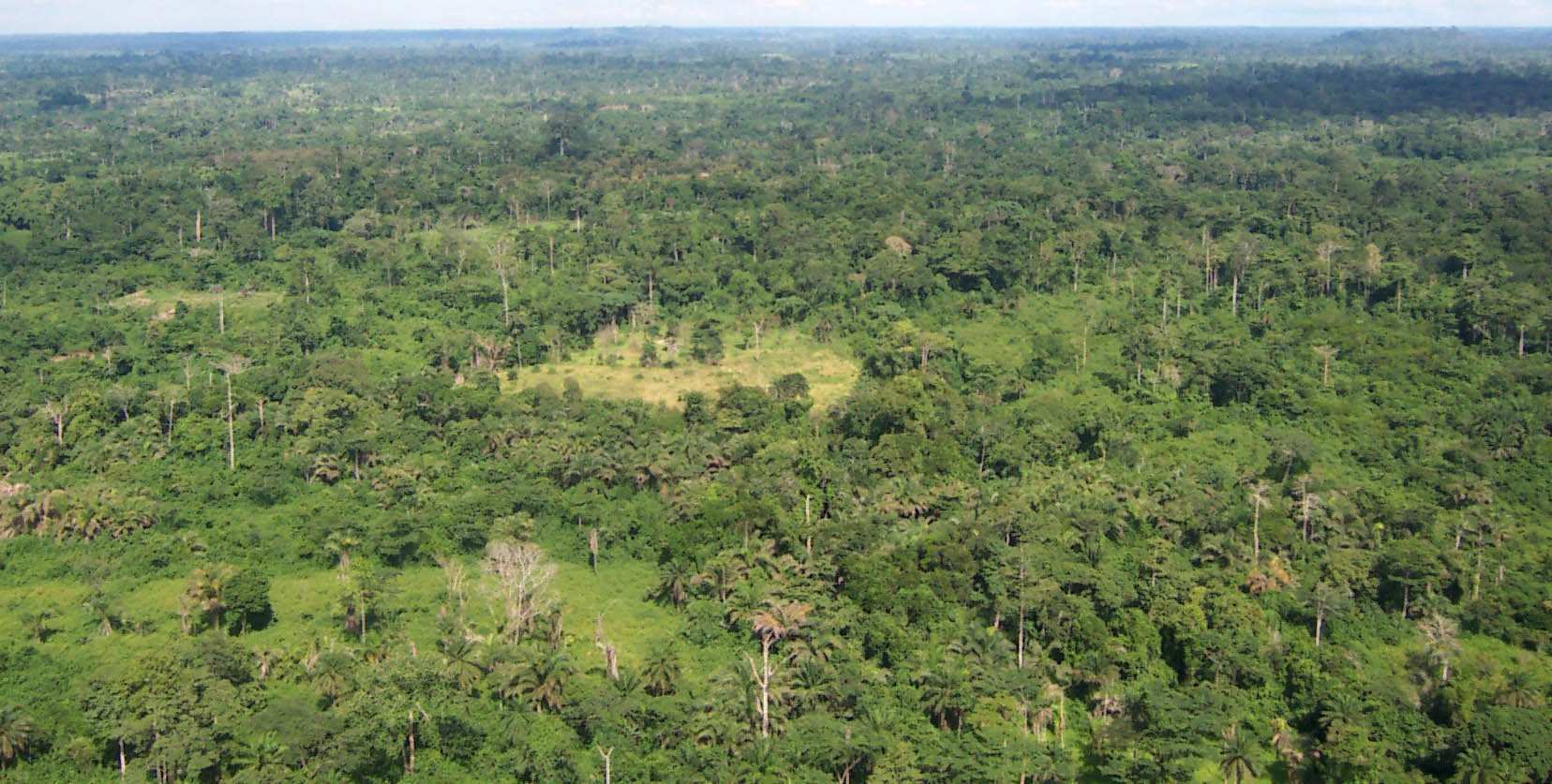
Las tropikalny w Liberii

Większość Liberii porastają wilgotne lasy tropikalne, jednak obecnie są one zdegradowane przez rabunkową gospodarkę człowieka. Wilgotny las równikowy w pierwotnej postaci zachował się głównie na pograniczu nizin i płaskowyżów. W skład lasów deszczowych Liberii wchodzą m.in. palisandry, mahoniowce, palmy, liany i epifity, czyli po prostu porośla. Dalej w głąb lądu las przechodzi w wilgotną sawannę drzewiastą. Tereny te początkowo są zdominowane przez skupiska leśne i gęste sawanny z wysokimi trawami, a dalej na północy występują sawanny drzewiaste bez skupisk leśnych. Na wybrzeżach występuje sawanna nadbrzeżna, laguny zaś porastają lasy namorzynowe. Niektóre odcinki wybrzeża są zabagnione.
Główną przyczyną degradacji lasów jest wycinka drzew, m.in. mahoniowców. W Liberii wykorzystuje się także kauczukowce do produkcji kauczuku oraz drzewa bawełny. Do cenionych drzew owocowych zaliczają się gatunki, wydające takie owoce jak awokado, mango czy ananasy, przy czym te ostatnie są w głównej mierze drzewami dziko rosnącymi.
Działania na rzecz ochrony przyrody podjęto w 1953 roku, wydając ustawę o ochronie lasów. Na środkowej części płaskowyżów utworzono dwa parki narodowe: Safo i Mano-Lofa, które obejmują 1300 km² czyli zaledwie 1,2% powierzchni kraju.

## Fauna
Pomimo niskiej gęstości zaludnienia i dużych kompleksów leśnych, świat zwierząt uległ stopniowemu zubożeniu. W kraju występuje wiele gatunków płazów i gadów. Stwierdzono obecność około 400 gatunków ptaków, takich jak dzikie perliczki i czaple złotawe. Z ssaków zachowało się jeszcze około 130 gatunków. W lasach występuje kilka gatunków małp. Wszędzie można spotkać kopce termitów, a w niektórych rejonach kraju muchę tse-tse. W lasach występują różne gatunki mrówek.
Dawniej fauna w Liberii była o wiele bardziej bogata niż obecnie. Do powszechnych gatunków zwierząt należały słonie i bawoły.